# Света с того света
«Све́та с того́ све́та» — российский комедийный телесериал, снятый в формате веб-сериала производства компании Comedy Club Production.
Премьера телесериала состоялась 9 января 2018 года на телеканале «ТНТ».
25 октября 2018 года на презентации нового сезона телеканала «ТНТ» было объявлено о продлении сериала на второй сезон.
Со 2 февраля по 27 августа 2020 года проходили съёмки 19-серийного второго сезона.
Премьерный показ новых серий стартовал с 15 июня 2021 года в 20:00 на телеканале «ТНТ». С 23 июня 2021 года показ новых серий был перенесён на 23:00. Заключительная серия вышла в эфир 1 июля 2021 года.

## Сюжет
Чтобы заработать денег на дорогостоящую операцию и вновь встать на ноги, Светлана становится магом-биоэнерготерапевтом Светозарой и начинает проводить платные сеансы через Интернет. В этом её поддерживает соседка по квартире Ирина, а вот её парень Павел нередко становится виновником курьёзных ситуаций во время общения ясновидящей с клиентами.

## Персонажи

### В главных ролях
| Актёр                | Роль                                                                                  |
| -------------------- | ------------------------------------------------------------------------------------- |
| Мария Машкова        | Светлана Цветкова / Светозара выпускница медицинского училища / маг-биоэнерготерапевт |
| Анна Котова-Дерябина | Ирина парикмахерша, лучшая подруга Светланы                                           |
| Кирилл Каганович     | Павел Чукбаров парень Ирины                                                           |

### В ролях
| Актёр                               | Роль                                        |
| ----------------------------------- | ------------------------------------------- |
| Марина Иванова (1, 14-16, 22 серии) | Лариса Ивановна Потапова лечащий врач Светы |
| Александр Ратников                  | Игорь Корабельников бизнесмен               |
| Борис Каморзин                      | Андрей Максимович Цыпин бухгалтер           |
| Евгения Дмитриева                   | Оксана вдова олигарха                       |
| Евдокия Германова (с 4 серии)       | Лена мама Светы                             |
| Виктор Супрун (с 5 серии)           | Александр мент                              |
| Илья Шидловский (14-18 серии)       | Данила танцовщик                            |
| Константин Белошапка (с 17 серии)   | Макс Подгорный массажист                    |

### В эпизодах
| Актёр                               | Роль                                            |
| ----------------------------------- | ----------------------------------------------- |
| Евгения Капралова (1-4, 6 серии)    | Анжела боевая девушка                           |
| Ёла Санько (3, 6 серии)             | бабушка Анжелы                                  |
| Дмитрий Кубасов (1, 5 серии)        | Лёня Фролов бывший парень Светы                 |
| Ольга Лапшина (3 серия)             | Надежда Петровна Золотарёва инспектор из собеса |
| Виктор Добронравов (8 серия)        | Олег бывший заключённый                         |
| Артём Лысков (8, 11, 12 серии)      | Марина трансгендерная женщина                   |
| Алина Забродина (17, 22, 23 серии)  | Рита девушка Макса                              |
| Наталья Бардо (20-22 серии)         | Даша племянница троюродной сестры Лены          |
| Сергей Мезенцев (27-30 серии)       | гуру                                            |
| Матвей Зубалевич (28, 29, 31 серии) | Никитос хозяин квартиры Макса, каскадёр         |
| Юлия Сулес (29 серия)               | Галина Карабанова                               |
| Стас Румянцев (32-34 серии)         | Гоша Рейнбоу стилист                            |
| Максим Радугин (33 серия)           | Виталий Тугашев отчим Светы, муж Лены           |
| Наталия Потапова                    | Мария Петровна                                  |

## Производство
Работа над сериалом началась в 2015 году. Съёмки первого сезона телесериала продлились 30 дней.
Проект стал первым российским телесериалом, снятым в формате веб-сериала. Режиссёру Максиму Пежемскому пришлось придумать технологию, способную синхронизировать работу сразу нескольких съёмочных групп в разных концах города и в итоге сделать одну картинку.

## Список сезонов
| Сезон | Сезон | Серии | Период трансляции     |
| ----- | ----- | ----- | --------------------- |
|       | 1     | 16    | 9 — 18 января 2018    |
|       | 2     | 19    | 15 июня — 1 июля 2021 |

## Эпизоды

### Первый сезон
| № серии | Описание серии | Премьера       |
| ------- | --- | -------------- |
| 1       | Чтобы заработать на дорогостоящую операцию, Светлана становится на путь мошенничества. Так рождается Света с того света — маг, специализирующийся на биоэнергетике и помогающий всем желающим в решении проблем. | 9 января 2018  |
| 2       | После того, как возлюбленный Светы, с которым она крутила роман несколько месяцев онлайн, узнал, что она в инвалидном кресле и сбежал, Свету решает поддержать её самая близкая подруга Ира. Ира регистрирует Свету на сайте знакомств, даже не подозревая, что это выйдет ей боком. Продолжая принимать клиентов онлайн, Свете приходится искать домашнее животное, заставлять клиентов класть руки на сахасрару, а Цыпину — найти девушку со спортивными формами.                                                                               | 9 января 2018  |
| 3       | У Светы появляются самые разные клиенты: готы, вдова олигарха, бухгалтера... Но есть у неё и плохие новости — её бывший ухажёр успел найти новую пассию. | 9 января 2018  |
| 4       | Свидание Цыпина и девушки со спортивными формами пошло не по сценарию Светы, решать проблему приходится через космос, который подсказал, что Цыпину подойдёт вдова Оксана. Света начинает переживать, что по совету Иры навела порчу на интимную жизнь Игоря. Ира убеждает Свету, что она не настоящая колдунья, но Света получает подтверждение у своей мамы, с которой она в ссоре из-за того, что мама встречается с женатым мужчиной. Оказывается, бабушка Светы была настоящей колдуньей, и получается, что сейчас на Игоре настоящая порча. | 9 января 2018  |
| 5       | Света долгое время не могла простить Лёню, с которым они были на злополучном балконе перед несчастным случаем. Лёня пытается попросить прощения, и напрашивается в гости к Свете, но от кармы не убежишь. На Свету выходит опер Александр, который просит, а потом и заставляет Свету найти маньяка. Для Светозары это становится настоящим испытанием. | 10 января 2018 |
| 6       | Финансовый кризис наступает в квартире, где живут Ира, Паша и Света. Ира тратит последние деньги на шубу, а за квартиру нужно чем-то платить. Паша решает тоже подзаработать онлайн, «продавая органы», но хозяйка квартиры приходит раньше, чем начали приходить деньги. Света пытается всеми силами забыть Игоря и обращается к своему коллеге по онлайн цеху — тренеру по улучшению жизни. | 10 января 2018 |
| 7       | К Свете обращается мичман, который не может уговорить свою девушку ехать с ним в Дудинку по распределению вместо обещанного Чёрного моря. Света решает, что в этой ситуации космос бессилен и сработает только женская хитрость. Заставляя очистить карму, Света неожиданно для себя ссорит двух бизнесменов, а одного даже отправляет в больницу и чуть не решает завязать с магической практикой. | 11 января 2018 |
| 8       | Света продолжает помогать Цыпину искать женщину его мечты и подсказывает, что она рядом и работает в соседнем кабинете. Очередная клиентка, которая обратилась за помощью к Светозаре, оказывается новой девушкой Игоря, и теперь Свете придётся решать, будут они дальше встречаться или нет. Необычные клиенты продолжают удивлять Свету, более того, на этот раз ей позвонили с зоны с просьбой выбора профессии после освобождения. Ира, как девушка свободных нравов, решает помочь необычному клиенту лично.                                | 11 января 2018 |
| 9       | Ира пытается извиниться перед Пашей за совершённую ошибку и просит Свету помочь. Оксана находит себе нового кавалера, и ей тоже нужна помощь Светы, чтобы приподнять общий тонус избраннику. | 15 января 2018 |
| 10      | Свете звонит за помощью клиентка, в которой она узнаёт давнюю подругу, которая решает открыть свой бизнес и приглашает Свету стать её партнёром, но всё пошло не по бизнес-плану. Оксана узнаёт, что беременна, но не может понять, от кого. Светозара помогает вспомнить отца ребёнка, чем подвергает Оксану в шок, а Свете угрожает её новый клиент. | 15 января 2018 |
| 11      | Света убеждает Оксану, что Цыпин будет хорошим отцом, но у него другая женщина! Света решает, что у ребёнка должен быть отец. | 16 января 2018 |
| 12      | Цыпин узнаёт, что он станет отцом, но Оксана не до сих пор не может его принять, как бы Света не старалась. Света начинает получать анонимные угрозы. Кто их шлёт: Паша или недовольный клиент? | 16 января 2018 |
| 13      | Ира улетает в Турцию и поручает Свете следить за Пашей, а Паше — за Светой, но уже через три часа после отъезда Иры всё пошло совсем по другому сценарию. | 17 января 2018 |
| 14      | Света мучается угрызениями совести за то, что переспала с Пашей, и решает обо всём рассказать Ире. | 17 января 2018 |
| 15      | Ира решает съехать с квартиры, но и Паша не может там оставаться. У Светы остаётся только один друг — сосед по лестничной клетке. | 18 января 2018 |
| 16      | Света наконец собрала нужную сумму для первого взноса на операцию, но Иру похищают и требуют выкуп. Как же поступит Света? | 18 января 2018 |

### Второй сезон
| № серии | Описание серии | Премьера     |
| ------- | --- | ------------ |
| 1 (17)  | День рождения Светы. Ирка пытается всеми способами загладить вину перед Светой. Всё-таки 600.000 на операцию потеряли только из-за неё, но Света не настроена прощать. Неожиданно Маман решает проверить своего благоверного, так как есть сомнения, что там, в Норильске, он занят не только бизнесом. Поездка будет долгой, и за шикарной квартирой нужно присмотреть, но об этих планах узнаёт только Ирка, которая как раз ищет жильё. | 14 июня 2021 |
| 2 (18)  | Света и её верный друг телескоп неусыпно следят за загадочным соседом из дома напротив, однако космос тоже не дремлет, и с лёгкой руки Светозары за соседом теперь следит один из её клиентов — очень ревнивый муж и хранитель порядка на городских улицах. Распутать такой сложный шпионский клубок под силу только Сане-менту. | 15 июня 2021 |
| 3 (19)  | Светозаре звонит сотрудница налоговой, которая участвовала в ботокс-пати, и просит Светозару вернуть её парня, и в качестве оплаты она закроет глаза на незаконное осуществление медицинской деятельности. Макс благодарит Свету, что та спасла его от ревнивого мужа, вызвав полицию, и теперь он обещает Свете исполнить три её любых желания. Оценивая перспективы курса рубля на бирже, Света решает записаться на курсы по бизнесу «Лидер — стратег», но оказалось, что всё не так просто. Стратегия у всех одна — срубить как можно больше денег с наивных клиентов.                                      | 16 июня 2021 |
| 4 (20)  | Макс обращается к космосу за помощью, чтобы встретить любовь. Кого бы могла посоветовать Максу Светозара? Верно — идеальную девушку Свету из соседнего дома, но в планы космоса вмешивается дальняя родственница Светы с ангельским личиком и дьявольским характером. Цыпин, уставший от частых «энергосбросов» Оксаны, а попросту говоря, от её побоев, сбегает в клуб единомышленников «БабеБой». К нему с готовностью присоединяется Паша, убегая от Иркиного троллинга. | 16 июня 2021 |
| 5 (21)  | Вчерашние молодожёны решили провести подсчёт свадебных подарков, но несколько конвертов оказались пустыми. Ирка решила найти себе более достойного мужчину, чем Паша, и записывается на тренинг — «Школа невест» Эмилии Маркс. Пару занятий — и мужик с «Бентли» у тебя в кармане, именно так думает Ирка. Света с помощью «магии» Светозары пытается вырвать Макса из цепких лап Даши. А в это время Игорь предлагает новую бизнес-модель, которая сделает их миллионерами за несколько недель. | 17 июня 2021 |
| 6 (22)  | Лечащий врач сообщает Свете, что скончался пациент и освободилось место, поэтому надо срочно вносить деньги за операцию. Она с Иркой устраивает мгновенную распродажу мамашиного барахла под видом магических аксессуаров. Одна из клиенток заставляет девушек пересмотреть свой взгляд на природу женских оргазмов и их влияние на отношения с мужчинами. | 17 июня 2021 |
| 7 (23)  | У Светы в самый неподходящий момент ломается звук на телескопе, Света вынуждена учиться читать по губам. Мамаша угрожает выселить всех из квартиры, если её любимый Стасик не вернётся домой. Оказывается, Стасик переехал к своему другу Паше не по своей воле. Света не бросает надежды вернуть Макса в ряды холостяков. | 21 июня 2021 |
| 8 (24)  | За помощью к Светозаре обращаются неудачливые бандиты, в сговоре с которыми Ирка украла Светины деньги на операцию. Теперь бандитов тоже ограбили, и они обещают Светозаре половину её денег обратно, если она поможет с поисками. Замученная шикарной жизнью и огромным количеством поклонников клиентка Светозары просит избавить её от страданий. А где лишние мужики, там нужна не маг Светозара, а практик Ирка. | 21 июня 2021 |
| 9 (25)  | Света пытается всеми силами извиниться перед Максом за то, что следила за его окнами. Очень кстати Светозаре подворачивается клиент — хозяин праздничного агентства. Теперь всё будет по высшему разряду — и извинения, и поздравления, и проводы, и пожар, и всё это сразу. В битве за Макса все средства хороши. | 23 июня 2021 |
| 10 (26) | Клиент Светозары возмущён, что его портрет, нарисованный маслом, производит негативное воздействие, а всё потому, что художник, оказывается, был инвалидом. Так просто Света это не оставит. Оксана же возмущена, что её клиент, которому она делает маникюр, начинает вести себя неприлично. Ирка и Света впервые решают посетить гламурную вечеринку — хватит уже тухнуть у этого компьютера. | 23 июня 2021 |
| 11 (27) | Ирку всё сильнее засасывает в водоворот странных заданий, которые ей и другим неофитам выдаёт Гуру. Паша переживает за свою девушку и бросается грудью на амбразуру, чтобы выручить Ирку, но вскоре и сам пригревается на широкой щедрой груди волшебного учителя. Макс постепенно отходит от обиды на Свету и, решив, что клин клином вышибают, покупает себе бинокль, так сказать, чтобы присмотреться к симпатичной ему соседке получше. | 24 июня 2021 |
| 12 (28) | Новая клиентка Светозары «жаждет обретения избранника», но искать никого не надо, их уже два — нужно выбрать. Ирка собирается на вечеринку, куда её пригласил Гуру, только он не уточнил, в качестве кого она приглашена, а у очередной клиентки совершенно другая проблема: её самый близкий потерял смысл в жизни. Проблема бы легко решилось, если бы этот близкий не оказался кактусом. Света напрашивается в гости к Максу, чтобы посмотреть «Формулу-1», так как дома три «животных» не дают это сделать.                                                                                                 | 24 июня 2021 |
| 13 (29) | Макс просится к Свете пожить на несколько дней. Его друг и сосед по квартире Никитос страдает от ночных кошмаров, а Макс страдает от криков Никитоса. Света с радостью соглашается приютить Макса. Тем более, что она совсем одна — Ирка со своей сектой уезжает единиться с природой загород. От кошмаров Никитоса излечивают биоэнергетические советы Светозары, но Макс не торопится возвращаться домой, ведь от всё более сильных чувств к Свете его излечить невозможно. | 28 июня 2021 |
| 14 (30) | Откосить от армии возможно только с помощью магии, считает Клиент, и просит временную порчу, но в магический процесс вмешивается его сестра. Макс и Света начинают игру «Правда или действие», Света готова признаться Максу, но ей постоянно кто-то мешает, то Паша, который не бросает идеи открыть свой бизнес, на этот раз ООО «Новый парень», ну или парень на час, чтобы вызвать ревность у настоящего парня, то полицейский Санёк, который начал видеть галлюцинации из-за водки. | 29 июня 2021 |
| 15 (31) | Макс и Света живут вместе вроде бы счастливо, но по ощущениям слишком долго, и ссорятся, как старые супруги. Чтобы лодка любви не разбилась о быт, её нужно вывести в открытое море или хотя бы в закрытую ванную со сломанной защёлкой. Ирка и Паша тем временем тоже наладили личную жизнь. У Ирки есть старичок с тугим кошельком, у Паши — девушка-робот. У всех свои недостатки. | 29 июня 2021 |
| 16 (32) | Совместное проживание Макса и Светы вызывает новые вопросы, в этот раз вопрос секса. Вроде бы оба его хотят, но признаться в этом просят монетку. Ирка нашла себе всё-таки богатого мужчину, но никак не может найти общий язык с домработницей, а новые клиенты Светозары продолжают удивлять своими проблемами — нужно найти девушку, чтобы она была, а вот постельных утех не просила. | 30 июня 2021 |
| 17 (33) | После волшебной ночи любви Света и Макс решают сбежать от всего мира и побыть только вдвоём, но у экстрасенсов не бывает выходных, и пока Света играет в романтику с Максом, Светозаре приходится выкручиваться и отвечать на звонки клиентов втихаря. Один из звонков вселяет в Свету новую надежду на выздоровление. Цыпин, которого Оксана выгнала из дома, бомжует на вокзале и творит нетленные музыкальные шедевры, вдохновляясь гудками поездов, криками младенцев и голосами диспетчеров. | 30 июня 2021 |
| 18 (34) | Клиенты попадаются не только щедрые, но и экономные — хотят решить свою проблему за первые 30 секунд, которые по акции бесплатные. Света готовится к самому главному событию в её жизни — к операции, и решает, что первое её движение должно быть на балу и именно в танце. Такая идея не очень нравится Максу. Ирка узнаёт о грядущей и неожиданной свадьбы Паши и дело тут не в ревности, просто она хочет посмотреть одним глазком. | 1 июля 2021  |
| 19 (35) | Тайна Светозары раскрыта. Сердце Макса разбито. Жизнь — боль и тлен. В таком настроении Света решает дать интервью известному блогеру и рассказать о Светозаре правду всей стране, но, по иронии, дорога к блогеру становится непреодолимым препятствием для инвалида. Из западни отчаявшуюся Свету вызволяют лучшие друзья и Макс, ведь можно простить всё что угодно тому, кого любишь, в чём Макс и признаётся Свете. Паша тоже решается на подвиг и делает Ирке предложение. Все счастливые витают в облаках и попадают в автоаварию. Нет худа без добра — у Светы от пережитого стресса пошевелился палец! | 1 июля 2021  |